# رانوجی اسکیندیا
رانوجی اسکیندیا (انگلیسی: Ranoji Scindia; ح. 1700 – ۳ ژوئیهٔ ۱۷۴۵) فرمانده نظامی اهل امپراتوری مراتا بود.